# Victoire Rasoamanarivo

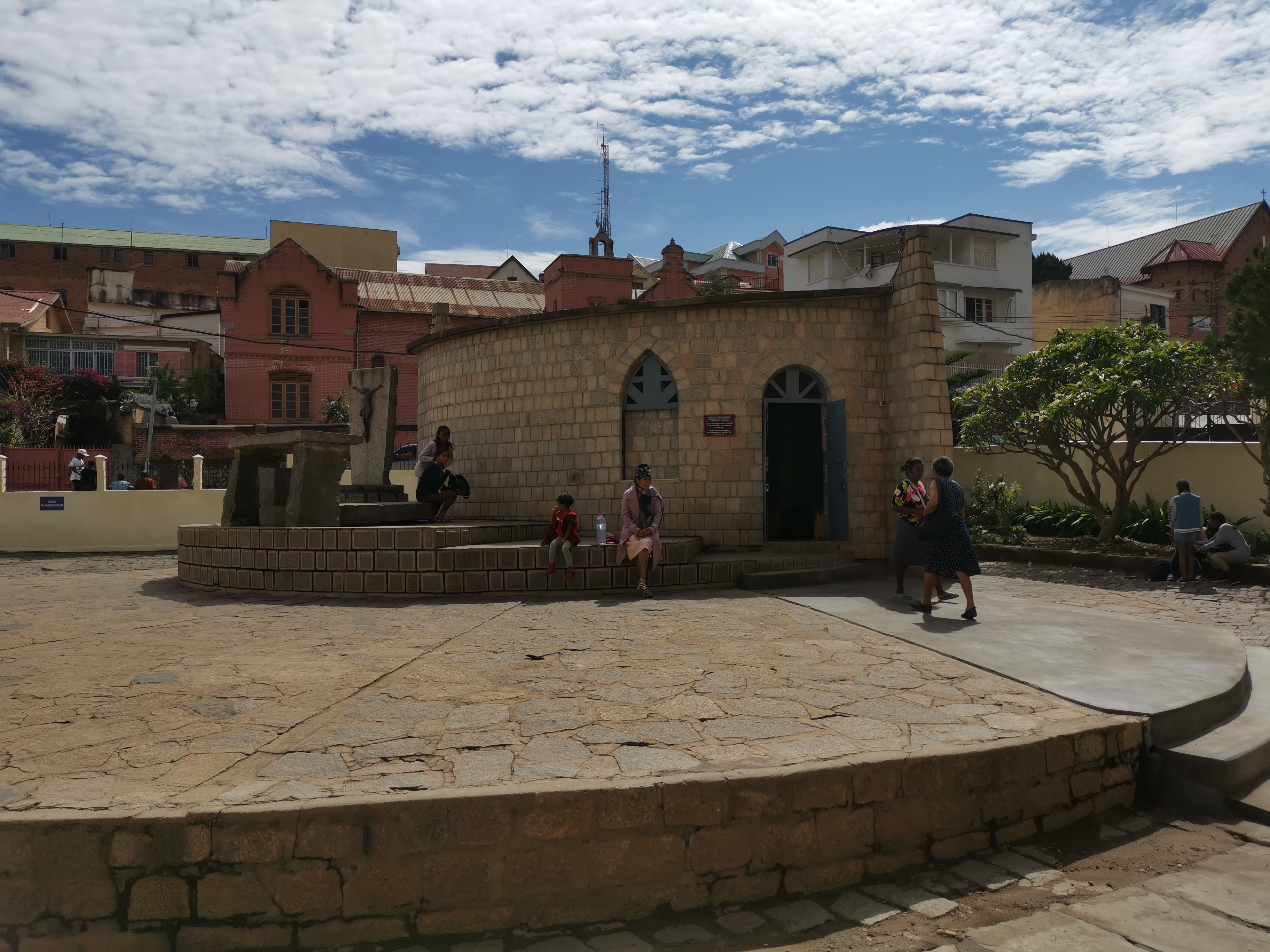
Cappella nei pressi della Cattedrale di Antananarivo

Victoire Rasoamanarivo (Antananarivo, 1848 – Antananarivo, 21 agosto 1894) è stata una beata malgascia.

## Vita
Nata nel 1848 in una delle più potenti famiglie del Madagascar, si convertì al cristianesimo all'età di 15 anni e fu battezzata con il nome di Victoire (Vittoria).
L'anno seguente, il 13 maggio 1864, si sposò con Radriaka, che sarebbe successivamente divenuto primo ministro.
Spese la sua vita per i poveri e per gli ammalati e si dedicava alla preghiera anche per ore. Quando nel 1883 i missionari furono espulsi dal paese (tornarono dopo circa tre anni), divenne uno dei punti di riferimento dei cristiani malgasci. Fu anche un esempio eroico di fedeltà al marito, che beveva e la tradiva; rifiutò sempre di considerare il divorzio, che molti le suggerirono.
Nel 1888 il marito cadde dal balcone di una sua amante e si ferì gravemente. Assistito amorevolmente dalla moglie, accettò poco prima di morire di essere battezzato - in mancanza del sacerdote, proprio da lei.
Vittoria morì a 46 anni, il 21 agosto 1894, a seguito di una grave malattia.

## Culto
È stata proclamata beata da Giovanni Paolo II il 29 aprile 1989, durante il suo viaggio in Madagascar.